# Senador Rui Palmeira
Senador Rui Palmeira is een gemeente in de Braziliaanse deelstaat Alagoas. De gemeente telt 13.110 inwoners (schatting 2009).